# Llívia
Llívia (tudi Llivia) je mesto v regiji Cerdanya pokrajine Girona na severozahodu Katalonije v Španiji. Je španska eksklava znotraj francoskega departmaja Pyrénées-Orientales. Leta 2009 je občina Llívia imela 1,589 prebivalcev. 
Od matične Španije Llívio ločuje okoli 2 kilometra širok pas, na katerem ležita francoski občini Ur in Bourg-Madame.
V mestu se nahaja lekarna Esteve, srednjeveška lekarna in ena najstarejših v Evropi. Ustanovili so jo na začetku 15. stoletja. V njej najdemo t. i. albarelle, tj. srednjeveške keramične posode, ki so jih uporabljali v lekarnah, srednjeveška zdravila in eno najpomembnejših zbirk knjig z recepti v Evropi.

## Zgodovina
Na območju današnje Llívie se je začasa starih Rimljanov nahajal iberski oppidum po imenu Julia Libica, mesto pa je tako držalo status prestolnice Cerdanye, dokler ga ni v srednjem veku zamenjal Hix v okolici Bourg-Madamea. Med vizigotskim obdobjem je njeno citadelo (castrum Libiae) pred kraljem Wambo ubranil upornik Pavel Narbonski. V 8. stoletju naj bi po nekaterih domnevah takratni guverner muslimanske Španije, Abd ar-Rahman, ki je kasneje padel med Bitko pri Poitiersu, tukaj med obleganjem mesta ubil svojega berberskega uporniškega podanika Munnuze, ki naj bi, v upanju, da bi uspešno izpeljal svoj upor, predhodno sklenil zavezništvo z vojvodo Eudom iz Akvitanije. 
Leta 1659 so s Pirenejsko pogodbo komarke Roussillon, Conflent, Capcir, Vallespir, severna Cerdanya (»Cerdagne«) postale francoska last. Llívia je ostala v španski lasti, ker je pogodba določala, da se Franciji priključijo le vasi, kot antična prestolnica Cerdanye pa Llívia ni ustrezala temu kriteriju. 